# 르브니차

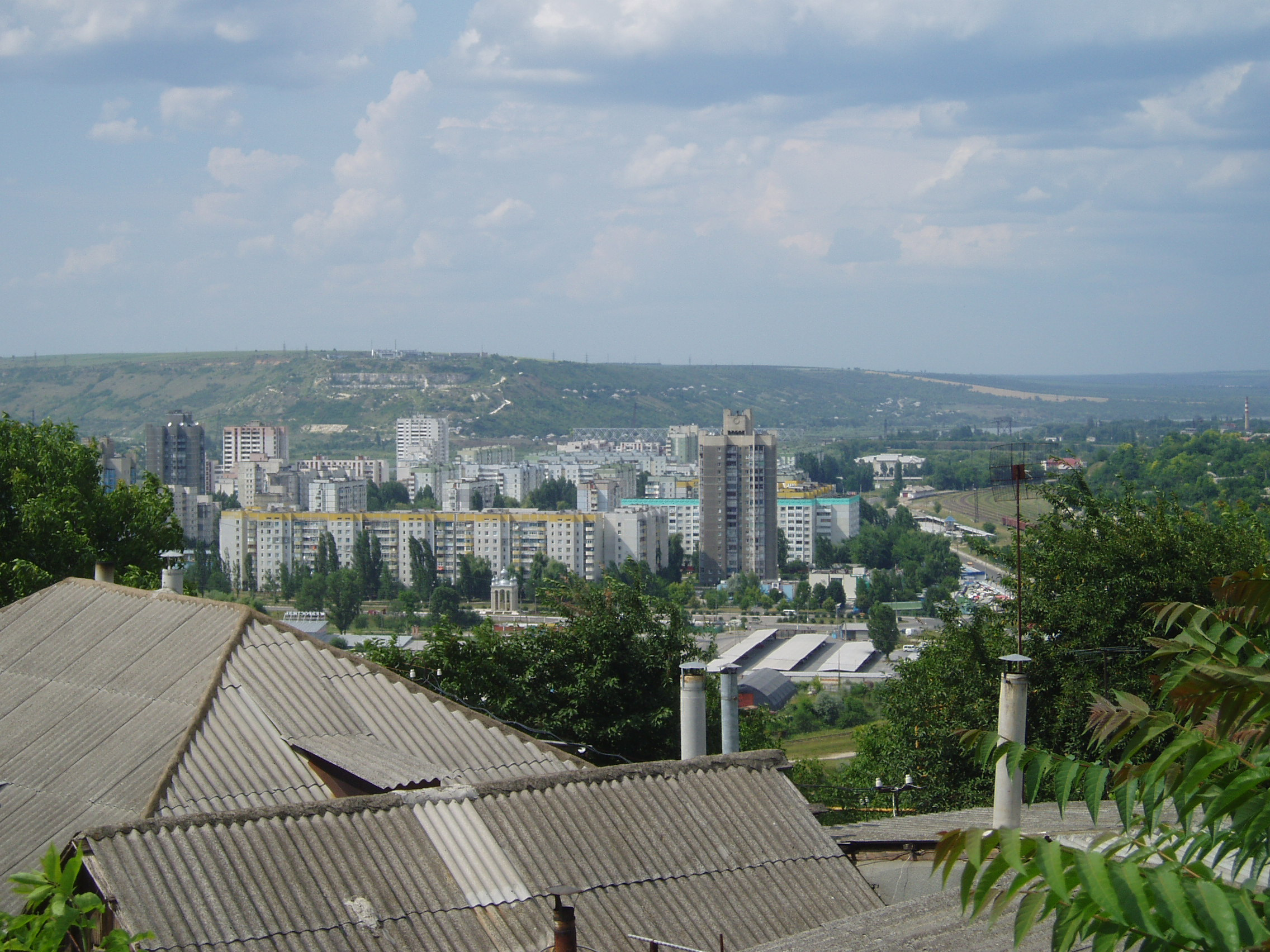
르브니차

르브니차(루마니아어: Rîbnița, 러시아어: Рыбница 륩니차[*], 우크라이나어: Рибниця 리브니차[*])는 몰도바 트란스니스트리아의 도시로, 인구는 56,988명(2004년 기준), 50,100명(2010년 기준)이다. 르브니차 구의 행정 중심지이다.
1628년에 창설되었으며, 1793년 러시아 제국의 영토가 되었다. 1944년 3월 17일 나치 독일군이 소련 시민과 반(反)나치 루마니아인 400여 명을 처형하기도 했다.
르브니차는 트란스니스트리아에서 가장 큰 기업의 소재지이다. 철강 공장은 트란스니스트리아의 GDP 생산에서 큰 비중을 차지하며, 1898년 창설된 설탕 공장, 시멘트 공장, 알콜 증류(蒸溜) 공장 등의 다른 산업시설도 존재한다.

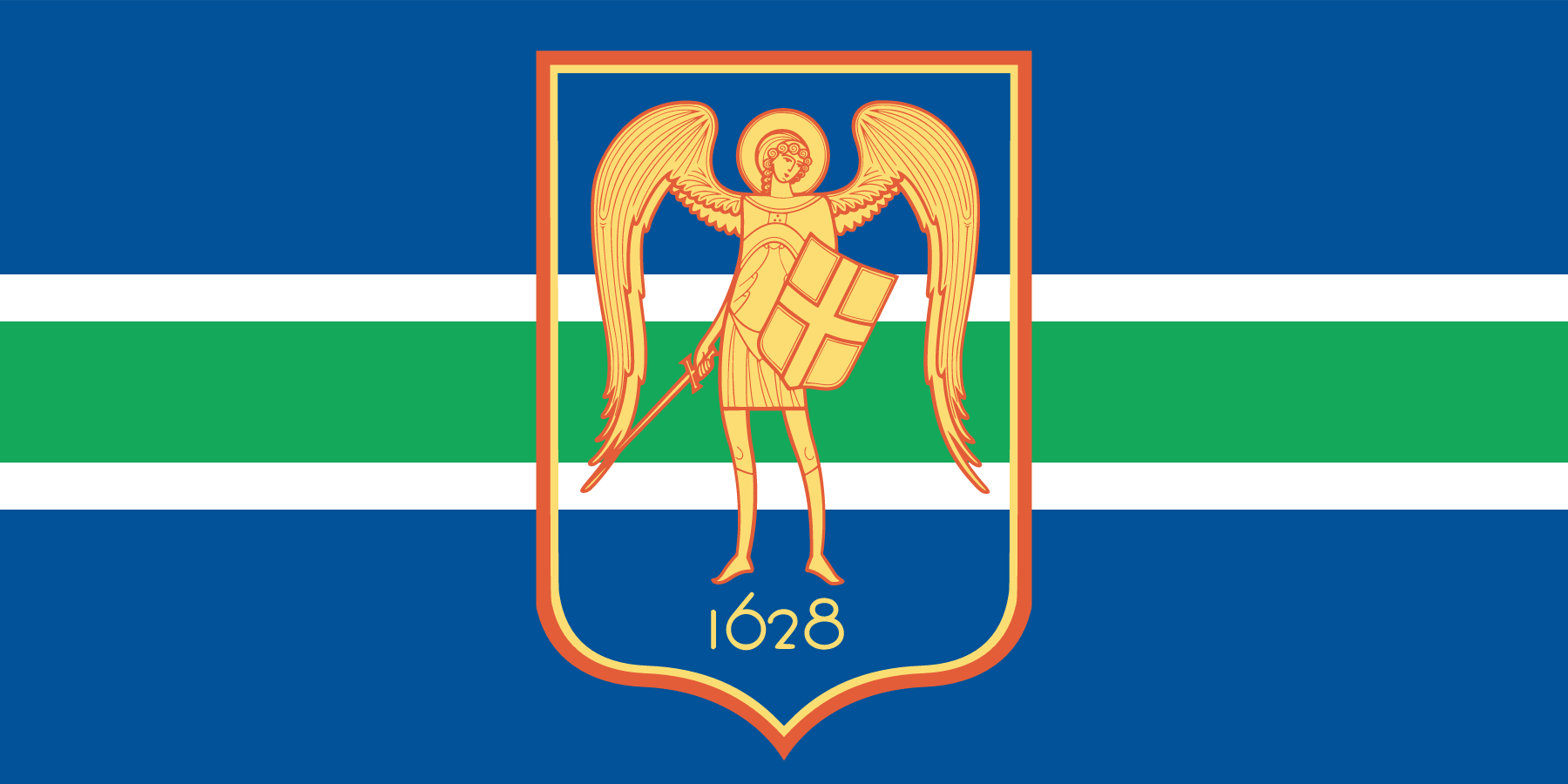
주기
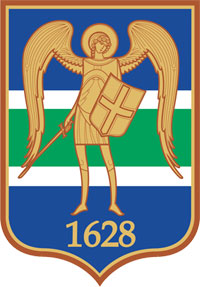
주 문장

## 자매 도시
- 러시아 드미트로프
- 우크라이나 빈니차